# 611 v. Chr.
Portal Geschichte | Portal Biografien | Aktuelle Ereignisse | Jahreskalender | Tagesartikel

◄ |
8. Jahrhundert v. Chr. |
7. Jahrhundert v. Chr. |
6. Jahrhundert v. Chr. |
►

◄ | 630er v. Chr. | 620er v. Chr. | 610er v. Chr. | 600er v. Chr. |
590er v. Chr. |
►

◄◄ | ◄ | 614 v. Chr. | 613 v. Chr. | 612 v. Chr. | 611 v. Chr. |
610 v. Chr. |
609 v. Chr. |
608 v. Chr. |
► |
►►

## Ereignisse

### Wissenschaft und Technik
- 15. Regierungsjahr des babylonischen Königs Nabopolassar (611 bis 610 v. Chr.): Im babylonischen Kalender fällt der Jahresbeginn des 1. Nisannu auf den 13.–14. März[1]; der Vollmond im Nisannu auf den 25.–26. März[1] und der 1. Tašritu auf den 4.–5. Oktober[1].[2]
- In seinem 15. Regierungsjahr lässt Nabopolassar den Schaltmonat Ululu II ausrufen, der am 5. September[1] beginnt.